# Aleurotrachelus tracheifer
Aleurotrachelus tracheifer là một loài côn trùng cánh nửa trong họ Aleyrodidae, phân họ Aleyrodinae.
Aleurotrachelus tracheifer được Quaintance miêu tả khoa học đầu tiên năm 1900.